# Bombardeo de Chásiv Yar
El bombardeo de Chásiv Yar ocurrió cuando el ejército ruso llevó a cabo un ataque con misiles contra dos edificios residenciales en Chásiv Yar a las 21:17 hora local del 9 de julio de 2022, durante la invasión rusa de Ucrania. Al menos 48 personas fueron asesinadas. Debido al impacto, un edificio residencial de cinco pisos se derrumbó parcialmente. Dos entradas fueron completamente destruidas.

## Curso de los eventos
Chásiv Yar tiene una población de unas 12.000 personas y se encuentra a unos 20 km (12 millas) al sureste de Kramatorsk en el lado occidental de la ciudad de Bajmut, que las tropas rusas intentaban apoderarse de Ucrania oriental.
Se alegó que el ataque, incluso por parte del gobernador del óblast de Donetsk, Pavló Kyrylenko, se realizó con "Uragan", un lanzacohetes múltiple autopropulsado de 220 mm diseñado en la ex Unión Soviética. El Ministerio de Defensa ruso afirmó que destruyeron un "punto de despliegue temporal" de una unidad de defensa territorial ucraniana.
El 10 de julio, 67 rescatistas del Servicio Estatal de Emergencias de Ucrania intentaban ayudar a las víctimas y se temía que más de 20 personas quedaran atrapadas bajo los escombros.
Las operaciones de rescate y búsqueda continuaron hasta la mañana del 14 de julio de 2022. Los rescatistas desmantelaron alrededor de 525 toneladas de elementos destruidos del edificio. Participaron 323 empleados del Servicio de Emergencias del Estado y 9 equipos.

## Víctimas
Al 13 de julio, se encontraron 48 muertos bajo los escombros del edificio y nueve heridos fueron rescatados al 12 de julio. Un residente local le dijo al New York Times que había 10 ancianos civiles en los edificios, pero que miembros del ejército habían venido a alojarse allí dos días antes. Trató de persuadir a su abuela para que se mudara a un lugar seguro, pero ella se negó. Dos soldados que probablemente se turnaban para dormir en el edificio después de estar de servicio estaban entre los muertos.
Al menos once de las víctimas eran soldados originarios del Óblast de Ternópil.

## Reacciones
Andrey Yermak, el jefe de gabinete del presidente de Ucrania, dijo que el ataque fue "otro ataque terrorista" y que, como resultado, Rusia debería ser designada "patrocinador estatal del terrorismo". El portavoz militar ruso Ígor Konashénkov declaró que Rusia había matado a "más de 300 nacionalistas" en un ataque contra Chásiv Yar, pero no especificó si se referían o no al ataque aéreo de julio o a un ataque anterior.